# اس‌اس موسی
اس‌اس موسی (به انگلیسی: SS Musa) یک کشتی است که طول آن ۴۱۶٫۴ فوت (۱۲۶٫۹ متر) می‌باشد. این کشتی در سال ۱۹۳۰ ساخته شد.